# Nitrit de bari
El nitrit de bari és un compost inorgànic del grup de les sals, constituït per anions nitrit {\displaystyle {\ce {NO2-}}} i cations bari {\displaystyle {\ce {Ba^{2+}}}} la qual fórmula química és {\displaystyle {\ce {Ba(NO2)2}}}.
Es presenta en forma de cristalls incolors que cristal·litzen en el sistema hexagonal. La seva densitat és 3,234 g/cm³ i es descompon quan s'escalfa fins al 267 °C. És soluble en aigua, a 25 °C se'n dissolen 79,525 g en 100 ml d'aigua. Forma un hidrat de fórmula {\displaystyle {\ce {Ba(NO2)2*H2O}}} de color blanc amb una tonalitat grogosa, insoluble en etanol. Aquest hidrat comença a perdre aigua als 100 °C i es descompon a 217 °C.
S'obté per reacció del clorur de bari amb el nitrit de sodi segons la reacció:
{\displaystyle {\ce {BaCl2 + 2NaNO2 -> Ba(NO2)2 + 2NaCl}}}
S'empra en síntesi orgànica, en la fabricació d'explosius i com a inhibidor de la corrosió.